# Kanton Tinténiac
Tinténiac is een voormalig kanton van het Franse departement Ille-et-Vilaine. Het kanton maakte deel uit van het arrondissement Saint-Malo. Het werd opgeheven bij decreet van 18 februari 2014 met uitwerking op 22 maart 2015. De gemeenten werden toegevoegd aan het kanton Combourg.

## Gemeenten
Het kanton Tinténiac omvatte de volgende gemeenten:
- La Baussaine
- La Chapelle-aux-Filtzméens
- Longaulnay
- Plesder
- Pleugueneuc
- Saint-Domineuc
- Saint-Thual
- Tinténiac (hoofdplaats)
- Trévérien
- Trimer